# Brian Hyland
Brian Hyland (Queens, Nueva York, 12 de noviembre de 1943) es un cantante y músico estadounidense.
Se hizo famoso en 1960 con su hit Itsy Bitsy Teenie Weenie Yellow Polkadot Bikini. Se lo considera representativo del bubblegum pop.

## Biografía
Hyland nació en Woodhaven, Queens, en la ciudad de Nueva York. Toca la guitarra y también el clarinete desde niño, además solía cantar en el coro de la iglesia. A los 14 años fundó un grupo vocal llamado "The Delfis", con los cuales graba un demo pero fracasa al intentar firmar un contrato de grabación. Hyland eventualmente firma un contrato con Kapp Records como artista solitario, grabando su primer sencillo en 1959, "Rosemary". Unos meses después, el sello discográfico contrata al duo de compositores compuesto por Lee Pockriss y Paul Vance para trabajar con Hyland en "Four Little Heels (The Clickety Clack Song)", el cual fue un éxito moderado.
En agosto de 1960, Hyland graba su primer y mayor éxito, "Itsy Bitsy Teenie Weenie Yellow Polkadot Bikini", escrito por Vance y Pockriss. La canción, de estilo "canción novedad", vendió en los primeros meses 1 millón de discos, y sobre los 2 millones en total.
En 1961, Hyland firma un contrato con ABC-Paramount, donde trabaja con el dúo de compositores formado por Gary Geld y Peter Udell, consiguiendo más éxitos tales como: "Let Me Belong to You" y "I'll Never Stop Wanting You".
Un gran éxito de Hyland en esta época fue "Sealed with a Kiss", en 1962, la cual llegó al número #3 tanto en Estados Unidos como en el Reino Unido. Se mantuvo en las listas por 11 semanas. Otro gran éxito fue "Ginny Come Lately", que llegó al puesto #21 en Estados Unidos y al #5 al otro lado del atlántico. "Warmed-Over Kisses (Leftover Love)" gozó de un éxito moderado e incorporaba elementos de la música country, los cuales continuaron presentes en sencillos como "I May Not Live to See Tomorrow" y "I'm Afraid to Go Home" del álbum de 1964 Country Meets Folk. Esto estaba fuera de onda en comparación al sonido traído junto a la invasión británica, y como consecuencia, el éxito de Hyland resultó ser limitado, pero aun así continuó teniendo éxitos, tales como: "The Joker Went Wild" y "Run, Run, Look and See".
Hyland aparecía frecuentemente en programas de televisión, como el American Bandstand y el show de Jackie Gleason. También solía realizar giras a nivel internacional con The Caravan of Stars, de Dick Clark. Estaba justamente con ellos en Dallas, Texas, el día del asesinato del presidente Kennedy, en 1963. Para conmemorar el evento, Hyland escribió la canción titulada "Mail Order Gun", la cual grabó como sencillo y para su álbum homónimo de 1970.
Desde 1963 a 1969, Hyland tuvo varios éxitos moderados, pero ninguno llegó más arriba del número #20, como "The Joker Went Wild" (#20 en 1966). En 1964 graba otro álbum con canciones de los años 50 como los éxitos: "Pledging My Love" y "Moments to Remember"—en una época donde los Beatles estaban dominando las listas con un estilo muy diferente. Luego de eso, Hyland incluyó en su música elementos del folk. Canciones como "I'm Afraid To Go Home" y "Two Brothers" hablaban sobre las guerras civiles de Estados Unidos. En algunas canciones, Hyland incluso llegó a tocar la armónica.
Después de varios intentos por cosechar nuevos éxitos, incluyendo las canciones como "Get the Message" y "Holiday for Clowns", Hyland va desapareciendo de los primeros lugares. Sin embargo, en 1970 graba una versión de "Gypsy Woman", escrita por Curtis Mayfield; y otra de "Lonely Teardrops" en 1971. Del Shannon fue el productor. "Gypsy Woman" llegó al número #3 en el otoño de 1970, convirtiéndose en su segundo mayor éxito, vendiendo sobre el millón de copias y siendo certificado como disco de oro por la RIAA en enero de 1971. Dos de sus éxitos previos, "Itsy Bitsy Teenie Weenie Yellow Polkadot Bikini" y "Sealed With A Kiss" también fueron certificados como discos de oro.
En 1975, "Sealed With A Kiss" volvió a ser un éxito en el Reino Unido (#7) y Hyland tocó la canción en el programa de la BBC, Top Of The Pops, el 31 de julio del mismo año. En 1977 se muda a Nueva Orleans, y en 1979 graba el álbum In a State of Bayou, producido por Allen Toussaint.
En junio de 1988, el cantante neerlandés Albert West graba junto a Hyland 3 de sus éxitos como duetos ("Itsy Bitsy Teenie Weenie Yellow Polkadot Bikini", "Sealed With A Kiss" y "Ginny Come Lately"). "Itsy Bitsy..." llegó al número #43 en las listas de los Países Bajos y también en otras partes de Europa. Ambos cantantes tocaron la canción en varios programas de televisión en Bélgica, Alemania e incluso aparecieron en un especial en Aruba.
Hasta el día de hoy, Hyland sigue dando conciertos a lo largo del mundo junto con algunos de sus contemporáneos, acompañado por su hijo Bodi como baterista.

## Discografía

### Álbumes
- 1961 The Bashful Blonde
- 1962 Let Me Belong to You
- 1962 Sealed with a Kiss
- 1963 Country Meets Folk
- 1964 Here's to Our Love
- 1965 Rockin' Folk
- 1966 The Joker Went Wild
- 1967 Tragedy
- 1967 Young Years (una reemisión de) Here's to Our Love
- 1969 Stay and Love Me All Summer
- 1970 Brian Hyland
- 1977 In a State of Bayou
- 1987 Sealed with a Kiss
- 1994 Greatest Hits
- 2002 Blue Christmas
- 2007 Basic Lady
- 2009 Triple Threat Vol. 1
- 2010 Triple Threat Vol. 2
- 2010 Another Blue Christmas
- 2011 Triple Threat Vol. 3

### Sencillos
| Año  | Título                                                              | EE. UU. | RU | AU | NED |
| ---- | ------------------------------------------------------------------- | ------- | -- | -- | --- |
| 1960 | "Itsy Bitsy Teenie Weenie Yellow Polkadot Bikini"                   | 1       | 8  | 2  | 3   |
| 1960 | "Four Little Heels (The Clickety Clack Song)"                       | 73      | 29 | 29 | -   |
| 1960 | "That's How Much"                                                   | 74      | -  | -  | -   |
| 1960 | "Lop-Sided, Over-Loaded (And It Wiggled When We Rode It)"           | 105     | -  | -  | -   |
| 1961 | "I Gotta Go"                                                        | 101     | -  | -  | -   |
| 1961 | "Let Me Belong to You"                                              | 20      | -  | -  | -   |
| 1961 | "I'll Never Stop Wanting You"                                       | 83      | -  | -  | -   |
| 1961 | "She's My All American Girl"                                        | -       | -  | -  | -   |
| 1962 | "Ginny Come Lately"                                                 | 21      | 5  | 19 | 4   |
| 1962 | "Sealed with a Kiss"                                                | 3       | 3  | 22 | 6   |
| 1962 | "Warmed Over Kisses (Left Over Love)"                               | 25      | 28 | 42 | -   |
| 1963 | "I May Not Live To See Tomorrow"                                    | 69      | -  | -  | -   |
| 1963 | "If Mary's There"                                                   | 88      | -  | -  | -   |
| 1963 | "I'm Afraid to Go Home"                                             | 63      | -  | -  | -   |
| 1963 | "Let Us Make Our Own Mistakes"                                      | 123     | -  | -  | -   |
| 1964 | "Here's To Our Love"                                                | 129     | -  | -  | -   |
| 1966 | "3000 Miles"                                                        | 99      | -  | -  | -   |
| 1966 | "The Joker Went Wild"                                               | 20      | -  | 23 | -   |
| 1966 | "Run, Run, Look and See"                                            | 25      | -  | 38 | -   |
| 1967 | "Hung Up in Your Eyes"                                              | 58      | -  | -  | -   |
| 1967 | "Holiday For Clowns"                                                | 94      | -  | -  | -   |
| 1967 | "Get The Message"                                                   | 91      | -  | -  | -   |
| 1969 | "Tragedy"                                                           | 56      | -  | -  | -   |
| 1969 | "A Million To One"                                                  | 90      | -  | -  | -   |
| 1969 | "Stay And Love Me All Summer"                                       | 82      | -  | -  | -   |
| 1970 | "Dreamy Eyes"                                                       | -       | -  | -  | -   |
| 1970 | "Gypsy Woman"                                                       | 3       | 42 | 9  | 19  |
| 1971 | "Lonely Teardrops"                                                  | 54      | -  | 75 | -   |
| 1971 | "So Long, Marianne"                                                 | 120     | -  | -  | -   |
| 1972 | "I Love Every Little Thing About You"                               | -       | -  | -  | -   |
| 1972 | "Only Wanna Make You Happy"                                         | -       | -  | -  | -   |
| 1975 | "Sealed with a Kiss" (reedición)                                    | -       | 7  | -  | -   |
| 1988 | "Itsy Bitsy Teenie Weenie Yellow Polkadot Bikini" (con Albert West) | -       | -  | -  | 43  |